# Мария Жозе, инфанта Португалии
Мария Жозе Португальская (Жозе Мария Джоана Эулалиа Леопольдина Аделаида Изабель Каролина Микаэла Рафаэла Габриэла Франциска де Ассис де Паула Инеш София Тереза Бенедикта Бернардина, 19 марта 1857 — 11 марта 1943), португальская инфанта, герцогиня Баварская, бабушка короля Бельгии Леопольда III.

## Биография
Мария Жозе была четвёртым ребёнком и третьей дочерью короля Португалии Мигеля I и его жены Аделаиды Лёвенштайн-Вертгейм-Розенбергской. Среди её сестёр были Мария-Анна, великая княгиня Люксембурга и Марии Антония, Герцогиня Пармская. Её единственный брат — Мигел II, герцог Браганса.
Мария Жозе вышла замуж 29 апреля 1874 года за герцога Карла-Теодора Баварского, младшего брата императрицы Австрии Елизаветы, более известной, как «Сисси».
Пара жила в Мюнхене, где они основали глазную клинику, которая существует и поныне.
Мария Жозе умерла в 1943 году в возрасте 85 лет и похоронена в аббатстве Тегернзее.

## Потомки
- София Адельгейда (1875—1957)
- Елизавета Габриэла Валерия Мария (1876—1965), будущая королева Бельгии, вышла замуж за Альберта I.
- Мария Габриэлла (1878—1912), вышла замуж за Рупрехта, наследного принца Баварии.
- Людвиг Вильгельм (1884—1968)
- Франц Иосиф (1888—1912)